# Список дипломатических и консульских представительств в Беларуси
Это список дипломатических миссий в Беларуси. В настоящее время в столице Минске находится 51 посольство.

## Посольства в Минске
| - Австрия - Азербайджан - Армения - Болгария - Бразилия - Ватикан - Великобритания - Венгрия - Венесуэла - Вьетнам - Гана - Германия - Грузия - Казахстан - Катар - Кыргызстан - Китай - КНДР - Республика Корея - Куба - Израиль - Индия - Италия - Иран - Латвия - Ливия | - Литва - Мавритания - Мальтийский Орден - Мексика - Молдова - ОАЭ - Пакистан - Государство Палестина - Панама - Польша - Россия - Румыния - Сербия - Швейцария - Сирия - Словакия - Судан - Таджикистан - Таиланд - Туркменистан - Турция - Украина - Узбекистан - Франция - Чехия - Швейцария - Швеция - Эквадор - Эстония - Япония |

## Представительства в Минске
- ООН[5]
- Детский фонд ООН
- Управление Верховного комиссара ООН по делам беженцев
- Международная организация по миграции
- Всемирный банк
- Европейский союз
- Международная финансовая корпорация
- Международный валютный фонд
- Европейский банк реконструкции и развития
- Евразийский банк развития
- Исполнительный комитет СНГ
- Международная федерация обществ Красного креста и Красного полумесяца
- Международный комитет Красного Креста
- Всемирная организация здравоохранения

## Генеральные консульства/Консульства
Брест
Генеральные консульства
- Польша
- Россия

Консульства
- Казахстан

Почётные консулы
- Франция
- Венгрия
- Чехия

Гродно
Генеральные консульства
- Литва
- Польша

Витебск
Консульство
- Латвия

Почётный консул
- Словакия

## Аккредитованные посольства
Находятся в Москве, если не отмечено иначе
- Афганистан
- Аргентина
- Австралия
- Босния и Герцеговина
- Канада (Варшава)
- Колумбия
- Хорватия
- Кипр
- Дания
- Египет
- Финляндия (Вильнюс)
- Греция
- Индонезия
- Ирландия
- Северная Македония
- Малайзия
- Мальта
- Мексика
- Нидерланды (Варшава)
- Новая Зеландия
- Норвегия
- Филиппины
- Португалия
- Словения
- ЮАР
- Испания
- Танзания
- Тунис
- Шри-Ланка

## См.также
- Список дипломатических миссий Беларуси
- Внешняя политика Беларуси